# Stephan-Heinzel-Haus
Koordinaten: 54° 19′ 23,3″ N, 10° 7′ 18,1″ O
Das Stephan-Heinzel-Haus ist ein seit 1979 denkmalgeschützter Gebäudeblock, der Ende der 1920er Jahre als Arbeitsamt in Kiel errichtet wurde. Seinen Namen bekam das Gebäude im Jahr 1991 zu Ehren des Kieler SPD-Politikers Stephan Heinzel, der in dieser Stadt im 19. Jahrhundert wirkte.

## Lage
Im Süden des Wilhelmplatzes (zur Bauzeit Platz der Republik) steht wie ein langer Riegel das monumentale Stephan-Heinzel-Haus, ein Gebäude aus dem Jahre 1929. Nordwestlich davon erstreckt sich der größte Teil des Wilhelmplatzes ohne weitere Bebauung und ohne Begrünung. Südlich des Hauses befindet sich ein kleiner Parkplatz für Besucher, eine Station von Stattauto und eine Fahrradabstellanlage, begrenzt durch die Stephan-Heinzel-Straße.
Der südwestliche Giebel des Hauses steht am Kronshagener Weg, der nordöstliche an der Verkehrskreuzung Eckernförder Straße, Stephan-Heinzel-Straße, Möllingstraße. – Lediglich ein kleiner Flachbau als Kiosk in angepasster Klinkerbauweise steht noch unmittelbar an der südlichen Ecke des Wilhelmplatzes und damit in Sichtweite zum Stephan-Heinzel-Haus.
Die Haupteingänge befinden sich an der Südost- und der Südwestseite des Wilhelmplatzes. Zur Bauzeit waren das ein Eingang für Frauen und einer für Männer.

## Planung und Bau
Erstmals wurde in Deutschland ein Arbeitsamt realisiert, das sich voll an den Funktionen orientierte. Beispielsweise verhinderte der Einsatz von leicht verschiebbaren Drehtüren an allen Zugängen das Geräusch schlagender Türen, auch Zugluft wurde weitestgehend vermieden. Die langen Zugangsbereiche ersparten den Bau von Zwischentreppen und verhinderten somit enge Treppen, stellten aber großzügige Fluchtbereiche dar. Die Zwischenwände der Beamtenzimmer waren umsetzbar und konnten einer eventuellen verstärkten Nachfrage zur Arbeitsvermittlung durch das Publikum damit optimal angepasst werden. Die Fußböden waren mit robusten Solnhofer Platten belegt. Die gesamten Baukosten betrugen, wie geplant, 780.000 Reichsmark.

## Spätere Umnutzungen

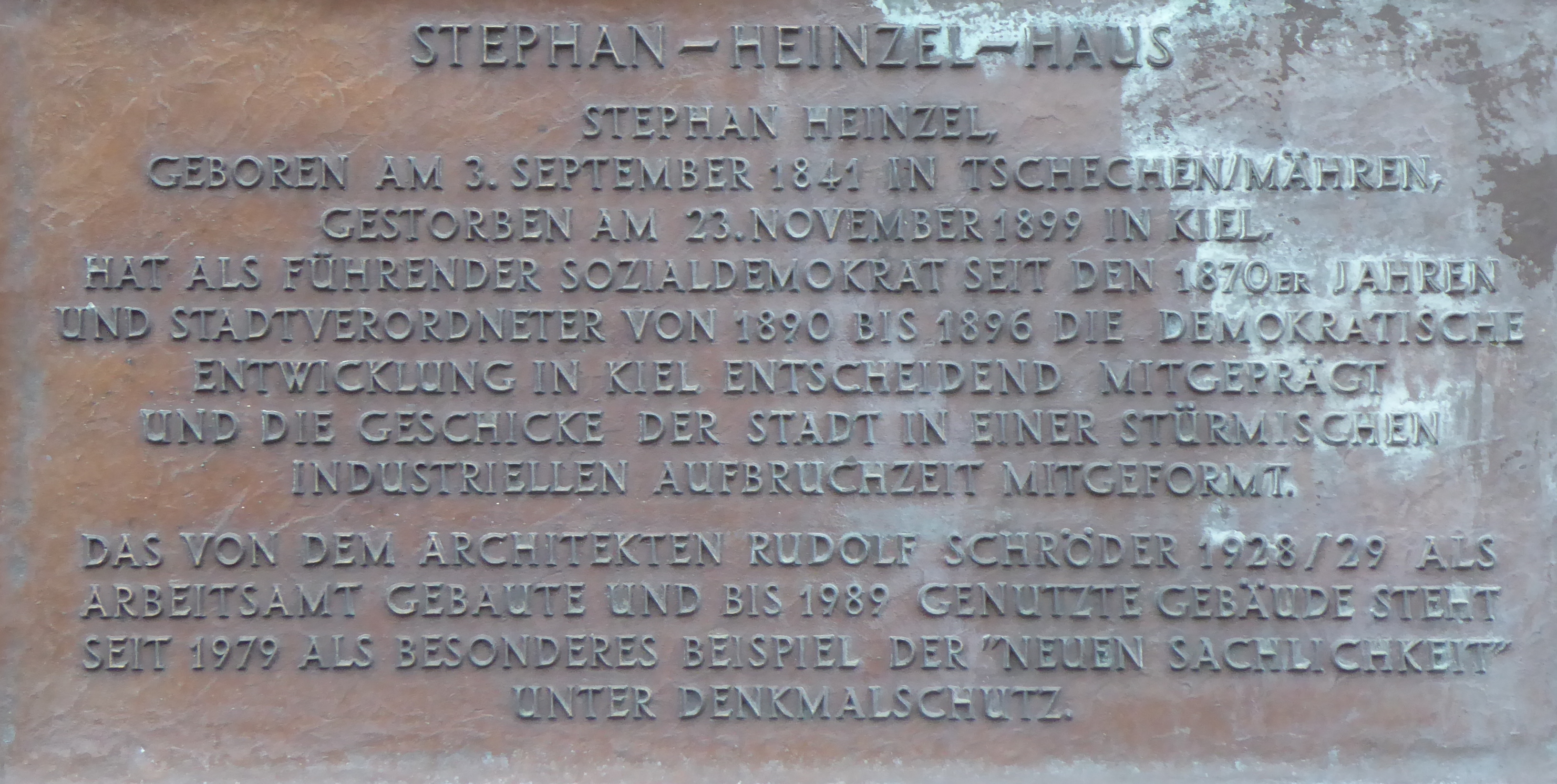
Ehrentafel für den Namensgeber am Gebäude

In den 2020er Jahren befindet sich das zur Stadtverwaltung gehörende Amt für Soziale Dienste in dem Gebäude. Das Arbeitsamt Kiel, seit den 2010er Jahren Agentur für Arbeit genannt, hat seinen Sitz in der Adolf-Westphal-Straße 2.

## Architektur
Der Baukomplex ist ein funktional betonter Verwaltungsbau im Stil des Neuen Bauens unter Einfluss des Bauhauses. Das ehemalige Arbeitsamt, von Willy Hahn und Rudolf Schroeder geplant, ist viergeschossig und mit Klinkern verkleidet. Es handelt sich um einen Eisenbeton-Stützenbau mit äquidistanten Abständen der Stützen. Er ist rund 105 m lang und 15,5 m breit.
An den Giebelseiten gibt es je ein halbrundes (Durchmesser um fünf Meter) vorgebautes Treppenhaus mit über drei Stockwerke reichendem „Fenstergitternetz“. Die Einzelfenster sind quadratisch. Das Mauerwerk der Nordfassade wird durch die offenen Gänge mit den beidseitigen Loggien in der zweiten und dritten Etage betont. Die eigentlichen Räume des Arbeitsamtes befanden sich in dem nach Süden angeordneten Bauwerksteil. Beide zusammen wirken wie sich umarmend.
Im Erdgeschoss befanden sich neben den Eingängen Pförtnerlogen.
Der dreistöckige Gebäudeteil am Wilhelmplatz schließt mit einem Flachdach, jede Etage wird durch ein langes Fensterband betont, in der zweiten und dritten Etage sind diese aber nicht durchgehend, sondern lassen beiderseits je eine Loggia frei, hinter der sich die Treppenaufgänge befinden. Zwischen den Loggien erstrecken sich lange Außengänge als einzelne Warteräume, getrennt nach Berufsgruppen, ohne Zwischenwände und die Zugänge zu den Arbeitsräumen der Beamten („Sprechkojen“).
Der hinter dem Nordbau aufragende rechteckige Baukörper ist vierstöckig, weist ebenfalls ein langes Fensterband auf und schließt auch mit einem Flachdach.
Die Südfassade ist ebenfalls mit langen Fensterbändern ausgestattet, das vierte Geschoss ist gegenüber dem sonstigen Bau im langen Mittelstück zurückspringend. Dahinter befindet sich ein großer Sitzungssaal.